# Lorenzo Campeggio
Lorenzo Campeggio (Milano, 7. studenog 1474. – Rim, 19. srpnja 1539.) bio je talijanski kardinal i političar. Bio je posljednji kardinal zaštitnik Engleske.
Godine 1511. i od 1513. do 1517., Campeggio je u dva odvojena navrata služio kao nuncij Maksimilijanu I.